# 에리크 하겐
에리크 뷔른슈타드 하겐(노르웨이어: Erik Bjørnstad Hagen, 1975년 7월 20일, 노르웨이 베메 ~ )는 노르웨이의 전 축구 선수로, 포지션은 수비수이다.

## 선수 경력

### 볼레렝아 IF
볼레렝아에서의 그의 생활에서, 그는 "파제르(Panzer)"라는 별명을 팬들에게서 불렷다. 하지만, 그는 볼레벵아의 구단잡지인 '볼레벵아 마가진' 에서는 비달 리세스를 포함한, 노르웨이인축구선수 중에 '싫어하는 명단'에 들었다.
하겐은 2004년에, '크닉센 어워드' 에서, '올해의 수비수'를 수상하였으며, '올해의 크닉센' 을 동시에 수상하였다. 참고로, '크닉센 어워드'는 노르웨이축구선수의 가장 단계높은 개인수상 대회이다.

### FC 제니트 상트페테르부르크
2004년 11월, 러시아의 러시아 프리미어리그 소속의, 제니트로 이적하여, 노르웨이인의 첫 러시아 구단소속의 축구선수가 되었다. 2005년 그는 28경기의 리그경기를 제니트에서 뛰었고, 12번의 경고를 받았다. 2006년 1월에는 팀의 부주장에 뽑혔다.

### 위건 애슬레틱 FC 에서의 임대생활
2008년 1월 31일, 잉글랜드의 프리미어리그소속의 위건에 합류한다는 발표가 났으며, 프리미어리그의 시즌이 끝날때까지 임대생활을 한다고 계약했다. 하지만, 그는 포츠머스와의 원정경기에만 경기를 출전하였다.

### 볼레렝아 IF 로 다시 돌아온후
2010시즌까지 재계약을 한다고 발표가 난후, 2008년 7월 28일, 하겐은 트롬쇠와의 홈경기에서 다시 볼레렝아에 모습을 보였다. 그가 볼레렝아로 돌아왔을 땐, 그는 이미, 팬들과 서포터들 사이에서 유명한 선수로 각인되어있는 후였다.

## 국제대회 경력
에리크 하겐은 2004년 10월 9일, 29세의 나이에, 노르웨이 국가대표팀 소속으로 스코틀랜드와 상대로 첫 A매치를 가졌으며, 그경기는 1대0으로 이겼다.

### 국제대회 득점
| 골 | 날짜             | 장소                                                           | 상대                  | 점수 | 대회                |
| -- | ---------------- | -------------------------------------------------------------- | --------------------- | ---- | ------------------- |
| 1. | 2006년 2월 1일   | 세네갈, 다카르, 스타드 레오폴 세다르 상고르                    | 세네갈                | 2–1  | 친선경기            |
| 2. | 2007년 10월 17일 | 보스니아 헤르체고비나, 사라예보, 아심 페르하토비치 하세 경기장 | 보스니아 헤르체고비나 | 2–0  | UEFA 유로 2008 예선 |
| 2. | 2007년 11월 17일 | 노르웨이, 오슬로, 울레볼 스타디온                              | 튀르키예              | 1–2  | UEFA 유로 2008 예선 |